# 鈴木麟三

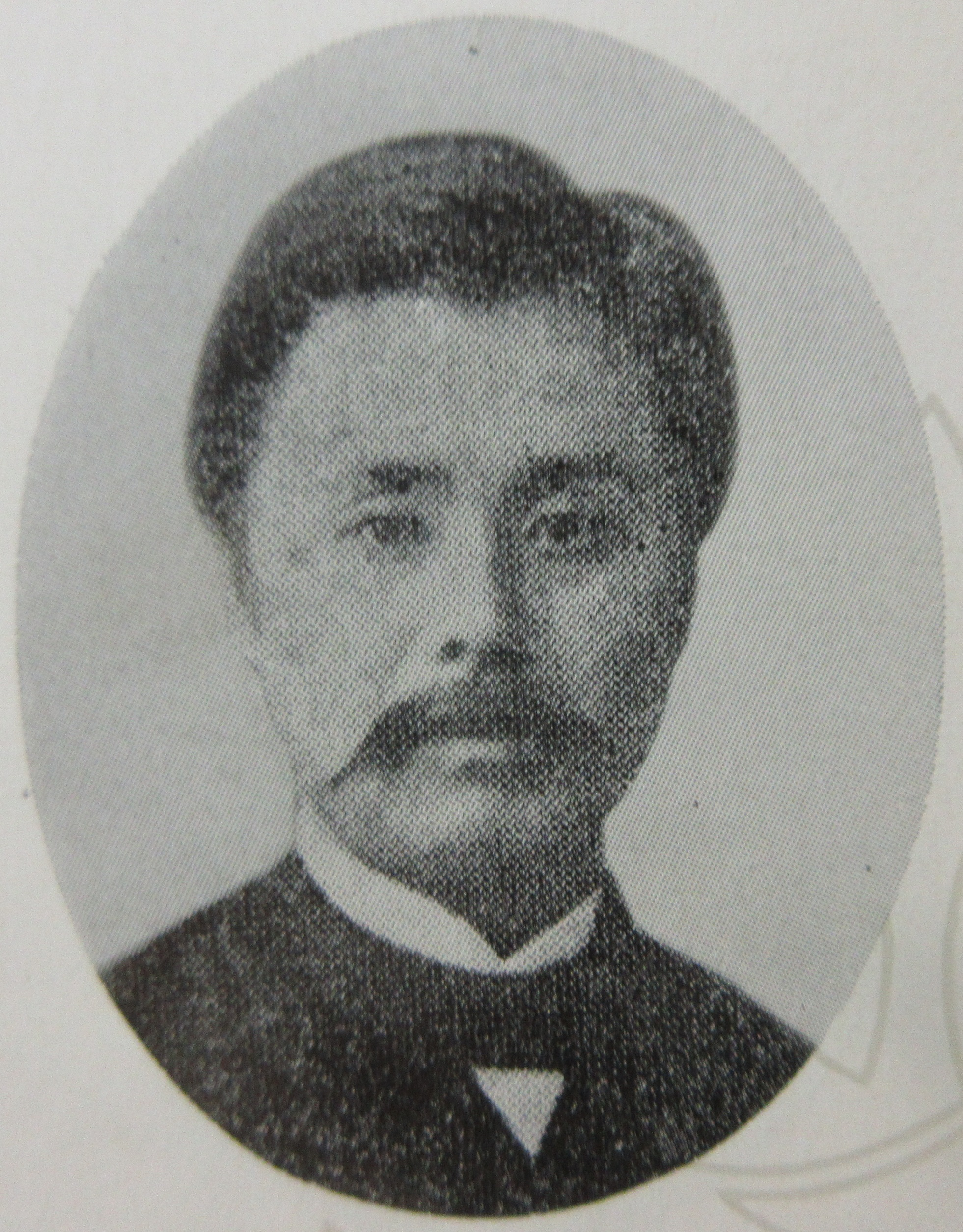
鈴木麟三

鈴木 麟三（すずき りんぞう、1852年（嘉永5年7月） - 1904年（明治37年）6月27日）は、日本の政治家。衆議院議員（1期）。

## 経歴
三河国八名郡能登瀬村（現・愛知県新城市）に生まれる。和学と漢学を学び、その後上京し医科予備門に入り、医学を学ぶが、父の死により帰郷する。その後は能登瀬村戸長、八名郡会議員、愛知県会議員などを歴任する。県議時代は別所街道の整備に尽力した。ほかに当時出された愛知県の東西分県案に対し、県内の西高東低の状況を嘆き、尾張と三河の一体性を理由に反対して撤回させた。1890年の第1回衆議院議員総選挙において愛知県第11区（当時）から立候補するが、151票で落選する（3位）。2年後の第2回衆議院議員総選挙において221票で当選した。1894年の第3回衆議院議員総選挙で落選。以後、立候補しなかった。1904年死去。

## 親族
- 妻 - 柴田唯千代（柴田勝家の末裔）[要出典]
- 息子 - 穂積五一（社会教育家）
- 息子 - 穂積七郎（五一の弟、日本社会党衆議院議員）
- 孫 - 穂積亮次（七郎の子、新城市長）
- 娘婿 - 原田清 (北設楽本郷町長、後に名誉町長）
- 孫 - 原田畊作 (清の長男、北設楽郡東栄町長）